# Cyclopsia inscripta
Cyclopsia inscripta är en tvåvingeart som först beskrevs av Walker 1860.  Cyclopsia inscripta ingår i släktet Cyclopsia och familjen borrflugor. Inga underarter finns listade i Catalogue of Life.